# Most Patona
Most Patona (ukr. Міст Патона) – jeden z mostów na Dnieprze w Kijowie, na Ukrainie, nazwany od nazwiska jego konstruktora. Zbudowany w latach 1941–1953, jest najdłuższym mostem w Kijowie o długości 1543 metrów. Ruch przez most został otwarty w dniu 5 listopada 1953 roku. Most jest częścią Małej Obwodnicy Kijowa.